# Bodajbo (fiume)
Il Bodajbo (in russo Бодайбо?) è un fiume della Siberia orientale, affluente di destra del fiume Vitim (bacino della Lena). Scorre nel Bodajbinskij rajon dell'Oblast' di Irkutsk, in Russia.
Il fiume sfocia nel Vitim a 292 km dalla sua foce, presso l'omonima città di Bodajbo. Ha una lunghezza di 98 km; l'area del suo bacino è di 1 490 km².
Il bacino del fiume Bodajbo, fin dal 1865 è un centro minerario per l'estrazione dell'oro. 